# Walckenaeria rutilis
Walckenaeria rutilis là một loài nhện trong họ Linyphiidae. Loài này phân bố ở México.